# Bonanza (Radio Veronica)
De Bonanza is een radioprogramma op de Nederlandse radiozender Radio Veronica van Mediahuis. Het programma wordt van maandag tot en met donderdag tussen 14:00 en 16:00 uur uitgezonden. Het programma wordt gepresenteerd door Rob Stenders en Caroline Brouwer.

## Achtergrond

### Voorloper
Voor Stenders' overstap naar Radio Veronica presenteerde hij ook samen met Caroline Brouwer het programma Stenders Platenbonanza van maandag t/m donderdag tussen 14:00 en 16:00 uur voor BNNVARA op NPO Radio 2.

### Invallers
Stenders ontbrak in juli 2021 op Radio Veronica vanwege een coronabesmetting. De presentatie van De Bonanza werd toen overgenomen door Gerard Ekdom, Martijn Muijs en Edwin Evers. Sindsdien was Evers de vaste vervanger van Stenders totdat Evers in 2024 een vast programma ging maken op Radio 538.